# Mario Nakić
Mario Nakić (Belgrado, 14 de junio de 2001), es un jugador de baloncesto serbio que juega en la posición de alero en el KK Partizan de la ABA Liga y Euroliga. Con 2.02 metros de estatura, es hijo del también jugador de baloncesto croata Ivo Nakić.

## Biografía
Mario Nakic se formó en las categorías inferiores KK Zemun y en 2014, formaría parte del KK Partizan Belgrado. Al año siguiente, en 2015 llega a la estructura del Real Madrid para continuar su formación en categoría cadete.
En mayo de 2018, en la jornada 34 de la Liga Endesa debuta con el primer equipo del Real Madrid en Gran Canaria frente al Herbalife Gran Canaria con apenas 16 años, siendo el jugador número 11 de la cantera que hace debutar  Pablo Laso. Anotó dos puntos en 6 minutos de juego.
En la temporada 2018/19, alterna el equipo de la Liga EBA con los entrenamientos del primer equipo de Liga ACB.
En la temporada 2019/20 promedia la cifra de 2.0 puntos en los tres encuentros que disputó en la EuroLeague, y 3.1 puntos y 1.1 rebotes en la liga Endesa con el primer equipo del Real Madrid.
En julio de 2020, llega a Bélgica para jugar en las filas del BC Oostende de la Pro Basketball League firmando un contrato por dos temporadas.
El 3 de agosto de 2021, firma con el Morabanc Andorra de la Liga Endesa por dos temporadas.
En la temporada 2022-23, firma por el KK Igokea de la ABA Liga.
El 20 de agosto de 2024 se incorporó al KK Partizan para continuar en la ABA Liga y disputar también en Euroliga.